# Day of Infamy
Day of Infamy est un jeu vidéo de tir à la première personne développé et édité par New World Interactive, et sorti le 23 mars 2017 sur Windows, Linux et macOS. Il se déroule en Europe pendant la Seconde Guerre mondiale.

## Développement
Day of Infamy est initialement développé comme un mod pour le précédent jeu de New World Interactive, Insurgency. Il est publié sous la forme d'un standalone le 23 mars 2017.

## Accueil
Les agrégateurs Metacritic et GameRankings lui donnent respectivement la note de 77/100 et 77,20 %,.